# Fehaid Aldeehani
Fehaid Aldeehani (in arabo فهيد الديحاني‎?; Al Kuwait, 11 ottobre 1966) è un tiratore a volo kuwaitiano, vincitore di due medaglie di bronzo ai Giochi olimpici (a Sydney 2000 e a Londra 2012) e di una medaglia d'oro (Rio de Janeiro 2016).

## Carriera
È il primo atleta nella storia olimpica del Kuwait ad aver conquistato una medaglia alle Olimpiadi. In due occasioni è stato il portabandiera nel corso della cerimonia di apertura dei Giochi, mentre nel 2016 ha vinto l'oro sotto l'egida degli Atleti Olimpici Indipendenti, poiché il comitato olimpico del suo paese è stato sospeso dal CIO per ingerenze governative.

## Palmarès

### Giochi olimpici
- 3 medaglie:
  - 2 bronzi (double trap a Sydney 2000; trap a Londra 2012).
  - 1 oro (double trap a Rio de Janeiro 2016).

### Campionati mondiali
- 1 medaglia:
  - 1 bronzo (double trap a Tampere 1999).

### Campionati asiatici
- 6 medaglie:
  - 4 ori (trap a Manila 1993; trap a Kuwait City 1999; double trap a Langkawi 2000; double trap a Bangkok 2010).
  - 2 argenti (double trap a Kuwait City 1999; double trap a Doha 2012).

### Giochi asiatici
- 3 medaglie:
  - 2 ori (double trap a Hiroshima 1994; trap a Bangkok 1998).
  - 1 bronzo (trap a Hiroshima 1994).